# Запис Савића орах (Парменац)
Запис Савића орах (Парменац) се налази на парцели чији је власник Савић Угљеша.

## Локација
| Општина             | Чачак                                                                       |
| Катастарска општина | Парменац                                                                    |
| Потес               | Јасике                                                                      |
| Координате          | 43° 53′ 18″ С; 20° 16′ 59″ И / 43.888199999999998° С; 20.283100000000001° И |
| Надморска висина    | 343m                                                                        |

## Карактеристике
Дендрометријске вредности утврђене на терену и сателитским снимцима:
| Стабло                     | Орах |
| Висина стабла              | m    |
| Обим дебла                 | m    |
| Пречник крошње             | 7m   |
| Пречник дебла              | m    |
| Висина дебла до прве гране | m    |

## База записа
Запис је у оквиру Викимедија пројекта "Запис - Свето дрво" заведен под редним бројем 0572.